# Liste der Biografien/Anf
Liste der Biografien |
Portal Biografien |
Personensuche
# |
A |
B |
C |
D |
E |
F |
G |
H |
I |
J |
K |
L |
M |
N |
O |
P |
Q |
R |
S |
T |
U |
V |
W |
X |
Y |
Z |
?
 
Aa |
Ab |
Ac |
Ad |
Ae |
Af |
Ag |
Ah |
Ai |
Aj |
Ak |
Al |
Am |
An |
Ao |
Ap |
Aq |
Ar |
As |
At |
Au |
Av |
Aw |
Ax |
Ay |
Az
 
Ana–Anc |
And |
Ane |
Anf |
Ang |
Anh |
Ani |
Anj |
Ank |
Anl |
Anm |
Ann |
Ano |
Anp |
Anq |
Anr |
Ans |
Ant–Anz
Die Liste der Biografien führt alle Personen auf, die in der deutschsprachigen Wikipedia einen Artikel haben. Dieses ist eine Teilliste mit 17 Einträgen von Personen, deren Namen mit den Buchstaben „Anf“ beginnt.

## Anf

### Anfa
- Anfam, David (1955–2024), britischer Kunsthistoriker, Kunstkritiker und Ausstellungskurator
- Anfang, Markus (* 1974), deutscher Fußballspieler und -trainerMarkus Anfang (* 1974)

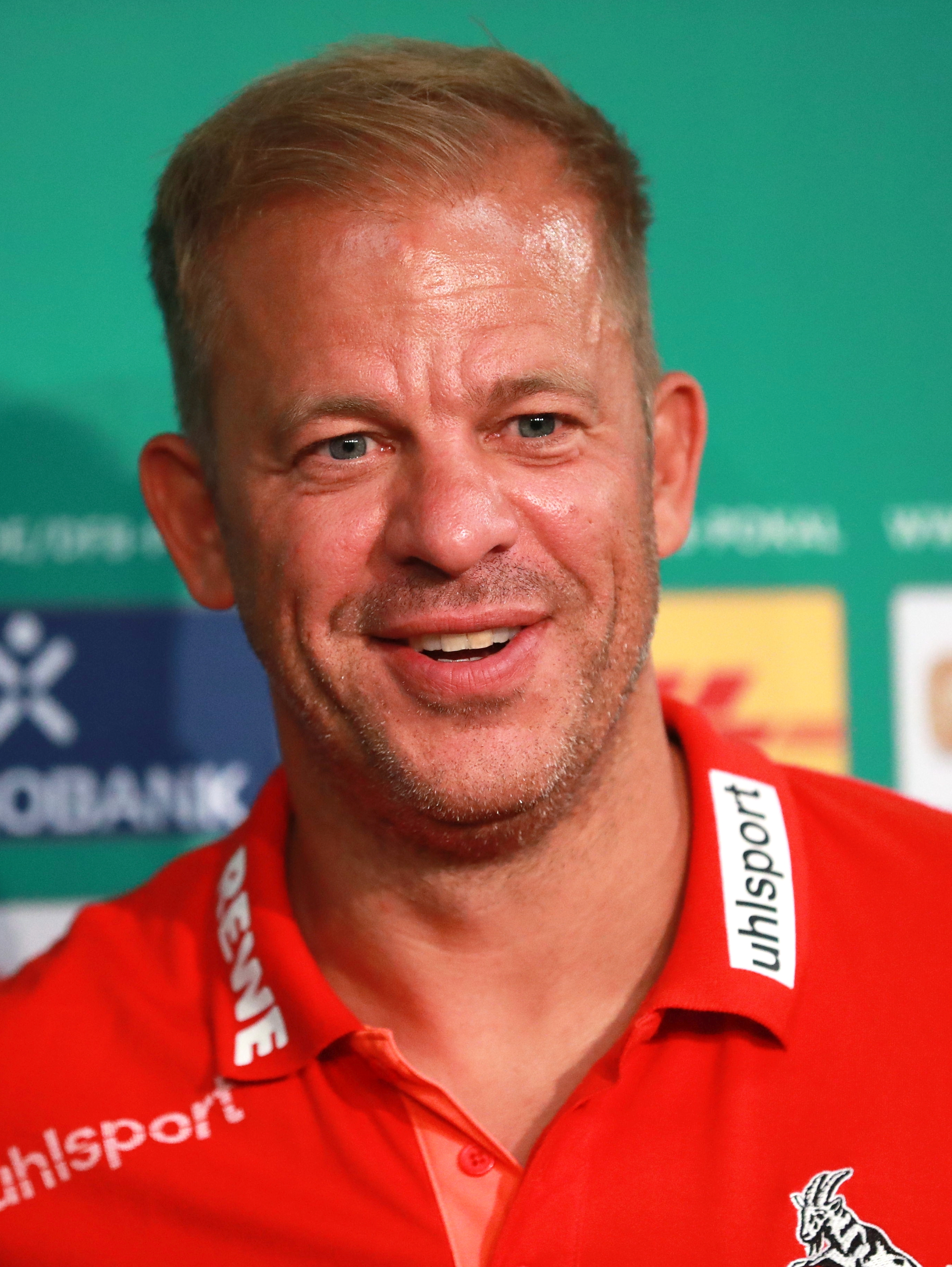
Markus Anfang (* 1974)

### Anfe
- Anfeld, Albert von († 1344), Zisterzienserabt

### Anfi
- Anfil Savake (* 2004), thailändischer Fußballspieler
- Anfimow, Nikolai (* 1950), sowjetischer Boxer
- Anfinnsen, Kjersti (* 1975), norwegische Schriftstellerin
- Anfinogentowa, Anna Antonowna (* 1938), sowjetisch-russische Agrarökonomin und Hochschullehrerin
- Anfinsen, Christian B. (1916–1995), US-amerikanischer Biochemiker und Nobelpreisträger für Chemie

### Anfo
- Anfora di Licignano, Giuseppe (1828–1894), italienischer Diplomat
- Anfossi, Giovanni (1864–1946), italienischer Komponist, Pianist und Musikpädagoge
- Anfossi, Giuseppe (* 1935), italienischer Geistlicher, Bischof von Aosta
- Anfossi, Michael Anthony (1799–1878), italienischer Bischof in Indien, Karmelit
- Anfossi, Pasquale (1727–1797), italienischer Opernkomponist

### Anfr
- Anfruns, Julien, französischer Autor und Museumsleiter

### Anft
- Anft, Yannis (* 1993), deutscher Jazzmusiker (Piano, Komposition)

### Anfu
- Anfuso, Filippo (1901–1963), italienischer Diplomat, Neofaschist und Politiker, Mitglied der Camera
- Anfuso, Victor (1905–1966), US-amerikanischer Jurist und Politiker